# Norris E. Dodd
Norris Edward Dodd (* 20. Juli 1879 in Chickasaw County, Iowa; † 23. Juni 1968 in Phoenix, Arizona) war ein US-amerikanischer Regierungsbeamter, der unter anderem von 1946 bis 1948 Staatssekretär im US-Landwirtschaftsministerium und zwischen 1948 und 1953 Generaldirektor der Ernährungs- und Landwirtschaftsorganisation der Vereinten Nationen (FAO) war.

## Leben
Norris Edward Dodd eröffnete und betrieb zwischen 1900 und 1907 in Oregon Drogerien in den Städten Pendleton, Pilot Rock, Baker, Haines sowie Wallowa County und baute und betrieb im Anschluss von 1907 bis 1912 ländliche und städtische Telefonleitungen in Haines. Anschließend leitete er einen Viehzuchtbetrieb, wurde Ranchbesitzer und engagierte sich im Naturschutz sowie in der Agrarplanung. Später war er als Staatsbeamter in Oregon tätig und wurde 1933 Vorsitzender des Weizenausschusses. Er war von 1934 bis 1935 Vorsitzender des Staatlichen Kontrollausschusses für Schweinemaisfutter sowie zwischen 1936 und 1937 Vorsitzender des Staatlichen Ausschusses für die Erhaltung der Landwirtschaft. 1938 wechselte er zur 1933 eingerichteten Verwaltungsbehörde für landwirtschaftliche Anpassung (Agriculture Adjustment Agency). Er war anfangs von 1938 bis 1939 stellvertretender Direktor und im Anschluss von 1939 bis 1943 Direktor der Abteilung West sowie schließlich zwischen 1943 und 1946 Chef der Agriculture Adjustment Agency.
Danach war Dodd von 1946 bis 1948 Staatssekretär im US-Landwirtschaftsministerium (US Under Secretary of Agriculture) und wurde am 14. April 1948 als Nachfolger von John Boyd Orr zweiter Generaldirektor der Ernährungs- und Landwirtschaftsorganisation der Vereinten Nationen (FAO). Er bekleidete dieses Amt nach seiner Wiederwahl bis Dezember 1953, woraufhin Philip Vincent Cardon im Januar 1954 neuer Generaldirektor der FAO wurde. Ihm zu Ehren wurde die Norris E. Dodd Scholarship gestiftet. 1954 wurde er mit dem Meritorious Service Award to Agriculture and to World Agriculture des US-amerikanischen Bauernverbandes (National Farmers Union) (NFU) ausgezeichnet.

## Hintergrundliteratur
- Amy L. S. Staples: Norris E. Dodd and the Connections between Domestic and International Agricultural Policy, in: Agricultural History, Jahrgang 74, Nr. 2 (Frühjahr, 2000), S. 393–403
- „To Keep Food Out of Politics“: The UN Food and Agriculture Organization, 1945–1965, in: Marc Frey, Sönke Kunkel, Corinna R. Unger: International Organizations and Development, 1945–1990, 2014, S. 75–100